# عدنان شكري جمعة
عدنان شكري جمعة (4 أغسطس 1975 – 6 ديسمبر 2014) سعودي وعضو بارز في تنظيم القاعدة. ولد في المملكة العربية السعودية ونشأ في الولايات المتحدة.

## نشاطه مع تنظيم القاعدة
في عام 1990 سافر للانضمام إلى أحد معسكرات التدريب في أفغانستان. تولى عدنان شكري جمعة قيادة العمليات الخارجية لتنظيم القاعدة خلفا لخالد شيخ محمد بحسب مكتب التحقيقات الفيدرالي الأمريكي. وكانت السلطات الأمريكية اتهمت جمعة بالضلوع في تخطيطه لهجوم على مترو الأنفاق في نيويورك في عام 2009. بالإضافة لهجمات أخرى لتنظيم القاعدة نفذت في بريطانيا والنرويج وبنما.
في مارس 2003 صدرت ضده مذكرة اعتقال، ثم أُدرج من قبل مكتب التحقيقات الفيدرالي في الولايات المتحدة (FBI) على قائمة الإرهاب، وعرضت وزارة خارجية الولايات المتحدة مكافأة تصل إلى 5 ملايين دولار للحصول على معلومات حول مكان وجوده.
كان يعيش مع عائلته في ميرامار بولاية فلوريدا، ونفت الحكومة السعودية أنه مواطن سعودي، وأصرت والدته أنه قد اتهم بالخطأ.
في عام 2014 قُتِلَ في عملية مطاردة مع القوات الخاصة الباكستانية في جنوب وزيرستان. وأكدت حركة طالبان الباكستانية مقتله بعد يومين، في يوليو 2016 طالب تنظيم القاعدة بالإفراج عن زوجته وأطفاله.